# Підводні човни проєкту 667БД «Мурена-М»
| Підводні човни проєкту 667БД «Мурена-М» | Підводні човни проєкту 667БД «Мурена-М»                  | Підводні човни проєкту 667БД «Мурена-М»                  |
| --------------------------------------- | -------------------------------------------------------- | -------------------------------------------------------- |
|                                         |                                                          |                                                          |
|                                         |                                                          |                                                          |
|                                         |                                                          |                                                          |
| Під прапором                            | СРСР                                                     | СРСР                                                     |
| Спуск на воду                           | 1975 р (4 човни)                                         | 1975 р (4 човни)                                         |
| Виведений зі складу флоту               | 1999 р                                                   | 1999 р                                                   |
| Проєкт                                  |                                                          |                                                          |
| Тип ПЧ                                  | Підводний човен атомний з балістичними ракетами          | Підводний човен атомний з балістичними ракетами          |
| Розробник проєкту                       | ЦКБ МТ «Рубін»                                           | ЦКБ МТ «Рубін»                                           |
| Головний конструктор                    | Ковалів С. М.                                            | Ковалів С. М.                                            |
| Класифікація НАТО                       | Delta-II                                                 | Delta-II                                                 |
| Основні характеристики                  |                                                          |                                                          |
| Швидкість (надводна)                    | 15 вузлів (29 км/год)                                    | 15 вузлів (29 км/год)                                    |
| Швидкість (підводна)                    | 24 вузлів (46 км/год)                                    | 24 вузлів (46 км/год)                                    |
| Робоча глибина занурення                | 390 м                                                    | 390 м                                                    |
| Гранична глибина занурення              | 450 м                                                    | 450 м                                                    |
| Автономність плавання                   | 70 діб                                                   | 70 діб                                                   |
| Екіпаж                                  | 135 осіб                                                 | 135 осіб                                                 |
| Розміри                                 |                                                          |                                                          |
| Довжина найбільша (по КВЛ)              | 155 м                                                    | 155 м                                                    |
| Ширина корпусу найб.                    | 11,7 м                                                   | 11,7 м                                                   |
| Середня осадка (по КВЛ)                 | 8,6 м                                                    | 8,6 м                                                    |
| Водотоннажність надводна                | 10500 т                                                  | 10500 т                                                  |
| Озброєння                               |                                                          |                                                          |
| Ракетне озброєння                       | шахтний ПК РБ Д-9Д, 16 ракет Р-29Д (SS-N-8 Mod 2 Sawfly) | шахтний ПК РБ Д-9Д, 16 ракет Р-29Д (SS-N-8 Mod 2 Sawfly) |

Підводні човни проєкту 667БД «Мурена-М» — серія радянських атомних підводних човнів з ракетами балістичними (ПЧАРБ), атомних ракетних підводних крейсерів стратегічного призначення. Він є подальшим розвитком проєкту 667Б «Мурена», де було збільшено кількість шахт для ракет, з 12 до 16. шляхом додаванням ще однієї секції довжиною 16 м. Також було, з метою пониження шумів, паротурбінну установки розміщено на вібропогашаючу основу, змінена конструкція носових рулів (для покращення умов плавання у льодах), підвищена потужність головної енергетичної установки, з 52000 до 55000 к.с.
На тих човнах вперше була застосована система електро-хімічної регенерації повітря, де кисень отримувався електролізом води, а вуглекислий газ всотувався твердим регенеративним поглиначом.

## Радіоелектронне і гідроакустичне обладнання
Вперше була застосована більш сучасна система інформаційного керування «Алмаз».

## Озброєння
Вдосконалені ракети Р-29Д мали дальність 9100 км і точність до 900 м. Через те що система керування пусками ракет залишилася без змін, то запуск відбувався двома залпами, 12 ракет і додаткові 4 ракети.

## Сучасний статус і перспективи
До 1999 року усі кораблі проєкту 667БД «Мурена-М» були виведені зі складу флоту.

## Оцінка проєкту
| Порівняльна таблиця ПЧАРБ другого покоління | Порівняльна таблиця ПЧАРБ другого покоління | Порівняльна таблиця ПЧАРБ другого покоління | Порівняльна таблиця ПЧАРБ другого покоління | Порівняльна таблиця ПЧАРБ другого покоління | Порівняльна таблиця ПЧАРБ другого покоління | Порівняльна таблиця ПЧАРБ другого покоління | Порівняльна таблиця ПЧАРБ другого покоління |
| Країна                                      | США                                         | США                                         | СРСР                                        | СРСР                                        | СРСР                                        | Велика Британія                             | Франція                                     |
| ------------------------------------------- | ------------------------------------------- | ------------------------------------------- | ------------------------------------------- | ------------------------------------------- | ------------------------------------------- | ------------------------------------------- | ------------------------------------------- |
| ПЧАРБ                                       | Лафаєт                                      | Джеймс Медісон Бенджамін Франклін           | 667А «Навага»                               | 667Б «Мурена»                               | 667БД «Мурена-М»                            | Резолюшен                                   | Редутабль                                   |
| Побудовано                                  | 1961—1964                                   | 1962—1967                                   | 1964—1974                                   | 1971—1977                                   | 1973—1975                                   | 1964—1969                                   | 1964—1985                                   |
| Експлуатація                                | 1963—1994                                   | 1964—1995                                   | 1967—2004                                   | 1973—2003                                   | 1975—1999                                   | 1966—1996                                   | 1969—2008                                   |
| Кількість                                   | 9                                           | 10+12                                       | 34                                          | 18                                          | 4                                           | 4                                           | 6                                           |
| Водозаміщення (т) надводне підводне         | 7 250 8 250                                 | 7 250 8 250                                 | 7 760 11 500                                | 8 900 13 700                                | 10 500 15 750                               | 7 500 8 500                                 | 8 100 8 900                                 |
| Число ракет                                 | 16 «Поларіс» А-3, потім «Посейдон» С-3      | 16 «Посейдон» С-3 або «Трайдент I» С-4      | 16 Р-27                                     | 12 Р-29                                     | 16 Р-29Д                                    | 16 «Поларіс» А-3ТК                          | 16 M1, потім М2, потім М20, потім M4        |
| ГЧ: блоків × потужністю                     | 3×600 Кт 10×50 Кт                           | 10×50 Кт 8×100 Кт                           | 1×1 Мт                                      | 1×1 Мт                                      | 1×800 Кт                                    | 3×600 Кт                                    | 1×500 Кт 1×500 Кт 1×1,2 Мт 6×150 Кт         |
| Вага ГЧ (кг)                                | 760 кг 2000 кг                              | 2000 кг 1360 кг                             | 650 кг                                      | 1100 кг                                     | 1100 кг                                     | 760 кг                                      | 1360 кг 1360 кг 1000 кг ?                   |
| Дальність (км)                              | 4300 км 4600 км                             | 4600 км 8×7400 км                           | 2400 км                                     | 7800 км                                     | 9100 км                                     | 4300 км                                     | 3000 км 3200 км 3200 км 5000 км             |

## Представники
| Назва                            | Заводський номер | Закладений        | Спущений на воду | Прийнятий флотом | Виведений з флоту |
| -------------------------------- | ---------------- | ----------------- | ---------------- | ---------------- | ----------------- |
| К-182 «60 років Великого Жовтня» | 341              | 10 квітня 1973    | 12 січня 1975    | 30 вересня 1975  | 30 квітня 1995    |
| К-92                             | 342              | 9 липня 1973      | 3 травня 1975    | 17 грудня 1975   | 30 квітня 1995    |
| К-193                            | 353              | 3 вересня 1973    | 1 липня 1975     | 30 грудня 1975   | 24 квітня 1996    |
| К-421                            | 354              | 30 листопада 1973 | 1 липня 1975     | 30 грудня 1975   | 24 квітня 1996    |